# Forsyth (Illinois)
Forsyth es una villa ubicada en el condado de Macon en el estado estadounidense de Illinois. En el Censo de 2010 tenía una población de 3490 habitantes y una densidad poblacional de 425,48 personas por km².

## Geografía
Forsyth se encuentra ubicada en las coordenadas 39°55′34″N 88°57′51″O / 39.92611, -88.96417. Según la Oficina del Censo de los Estados Unidos, Forsyth tiene una superficie total de 8.2 km², de la cual 8.2 km² corresponden a tierra firme y (0%) 0 km² es agua.

## Demografía
Según el censo de 2010, había 3490 personas residiendo en Forsyth. La densidad de población era de 425,48 hab./km². De los 3490 habitantes, Forsyth estaba compuesto por el 88.4% blancos, el 2.87% eran afroamericanos, el 0.2% eran amerindios, el 7.36% eran asiáticos, el 0% eran isleños del Pacífico, el 0.26% eran de otras razas y el 0.92% pertenecían a dos o más razas. Del total de la población el 1.66% eran hispanos o latinos de cualquier raza.